# Hans-Georg Fischer
Hans-Georg Fischer (3 de Fevereiro de 1908 - ) foi um oficial da Kriegsmarine que serviu durante a Segunda Guerra Mundial, tendo comandado o U-109 com o qual afundou o seu único navio inimigo.

## Carreira

### Patentes
| 1 de Abril de 1926   | Offiziersanwärter    |
| 1 de Abril de 1928   | Fähnrich zur See     |
| 1 de Junho de 1930   | Oberfähnrich zur See |
| 1 de Outubro de 1930 | Leutnant zur See     |
| 1 de Julho de 1932   | Oberleutnant zur See |
| 1 de Abril de 1936   | Kapitänleutnant      |
| 1 de Abril de 1941   | Korvettenkapitän     |
| 1 de Janeiro de 1945 | Fregattenkapitän     |

### Condecorações
| 30 de Maio de 1941 | Badge de Guerra dos U-Boot 1939 |

### Patrulhas
|       | U-Boot | Partida    | Partida | Chegada     | Chegada | Dias    | Toneladas |
| ----- | ------ | ---------- | ------- | ----------- | ------- | ------- | --------- |
| 1     | U-109  | 6 Mai 1941 | Kiel    | 29 Mai 1941 | Lorient | 24 dias | 5,173     |
| Total | Total  | Total      | Total   | Total       | Total   | 24 dias | 5 173 t   |

### Sucessos
- 1 Navio afundado tendo 5 173 GRT

| Data        | U-Boot | Nome da Embarcação | Toneladas | Nacionalidade |        |
| ----------- | ------ | ------------------ | --------- | ------------- | ------ |
| 20 Mai 1941 | U-109  | Harpagus           | 5,173     | britânico     | HX-126 |
| Total       |        |                    |           |               |        |